# ره‌وت
ره‌وت (انگلیسی: Revet) یک شهرک در شهرستان بلورتسکی باشقیرستان کشور روسیه است.